# Kau

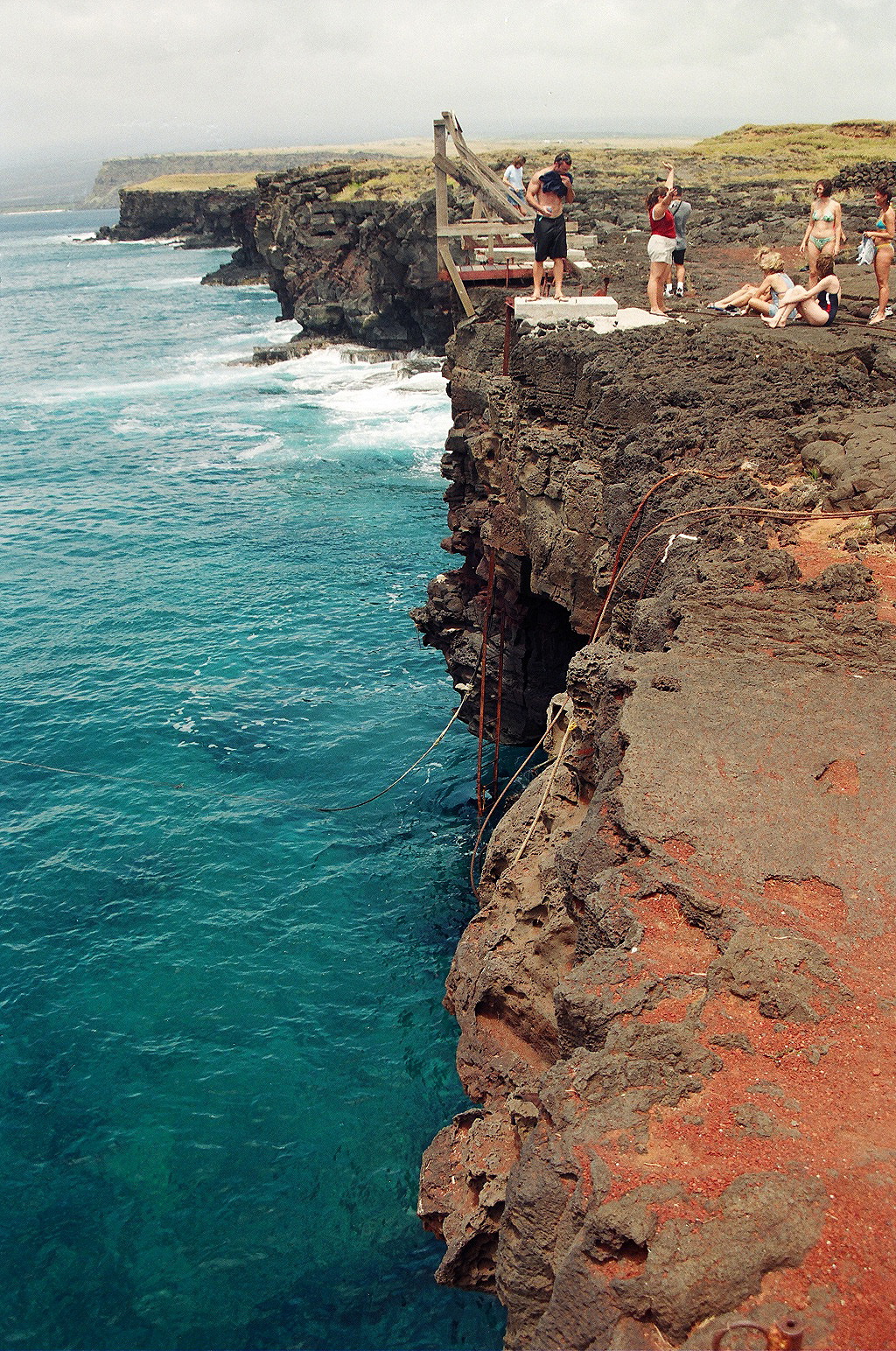
Extremo sul de Kau e da Ilha de Big Island

Kau (Kaʻū) é um distrito de Havaí, Estados Unidos. O distrito é considerado o mais meridional da ilha de Big Island. Kaʻū foi um dos seis distritos originais de Havaí Antigo na ilha, chamado de moku. A ilha inclui as áreas de South Point (Ka Lae), Hawaiian Ocean View, Hawaiian Ocean View Ranchos, agora juntos como Ocean View, Nīnole, Waiʻōhinu, Naʻālehu e Pāhala. 

Localização de Kau (em vermelho) no mapa

O distrito contém extensas áreas do Parque Nacional dos Vulcões do Havaí, incluindo o Vulcão Kilauea e o Mauna Loa e também as praias de Punalulu, Papakolea e Kamilo. A leste, Kaʻū faz fronteira com o Distrito de Puna e a oeste faz fronteira com o Distrito de Kona.
cana de açúcar têm sido a cultura da região até 1996 quando foi substituída pelo café, tendo até o Festival de Café, sediado em  Pāhala.